# Sternarchella curvioperculata
Sternarchella curvioperculata är en fiskart som beskrevs av Godoy, 1968. Sternarchella curvioperculata ingår i släktet Sternarchella och familjen Apteronotidae. Inga underarter finns listade i Catalogue of Life.